# Hope Loring
Hope Loring (29 gennaio 1894 – Palma di Maiorca, 17 gennaio 1959) è stata una sceneggiatrice britannica.
Era sposata allo sceneggiatore Louis D. Lighton, con il quale collaborò a diversi film.

## Filmografia

### Sceneggiatrice
- A Society Sensation, regia di Edmund Mortimer e, non accreditato, Paul Powell (1918)
- The Lure of the Circus, regia di J.P. McGowan - serial (1918)
- The Cabaret Girl, regia di Douglas Gerrard (1918)
- The Red Glove, regia di J.P. McGowan (1919)
- The Branded Four, regia di Duke Worne - serial (1920)
- The Blue Fox, regia di Duke Worne - serial (1921)
- L'asiatico (Shadows), regia di Tom Forman (1922)
- Money, Money, Money, regia di Tom Forman (1923)
- Penrod and Sam, regia di William Beaudine (1923)
- Don't Marry for Money, regia di Clarence Brown (1923)
- East Side - West Side, regia di Irving Cummings (1923)
- The Mine with the Iron Door, regia di Sam Wood (1924)
- Helen's Babies, regia di William A. Seiter (1924)
- Ssst... silenzio! (K - The Unknown), regia di Harry A. Pollard (1924)
- The Woman Hater, regia di James Flood (1925)
- Little Annie Rooney, regia di William Beaudine (1925)
- La sua segretaria (His Secretary), regia di Hobart Henley (1925)
- The Pleasure Buyers, regia di Chet Withey (1925)
- The Blind Goddess, regia di Victor Fleming (1926)
- Le disgrazie di Adamo (Fig Leaves), regia di Howard Hawks (1926)
- The Cat's Pajamas, regia di William A. Wellman (1926)
- Cosetta (It), regia di Clarence G. Badger e, non accreditato, Josef von Sternberg (1927)
- Ali (Wings), regia di William A. Wellman e, non accreditato, Harry d'Abbadie d'Arrast (1927)
- I figli del divorzio (Children of Divorce), regia di Frank Lloyd, Josef von Sternberg (1927)
- Get Your Man, regia di Dorothy Arzner (1927)
- The Showdown, regia di Victor Schertzinger (1928)
- L'intruso (Interference), regia di Lothar Mendes, Roy Pomeroy (1928)
- Nuovo mondo (This Is Heaven), regia di Alfred Santell (1929)
- The Four Feathers, regia di Merian C. Cooper, Lothar Mendes, Ernest B. Schoedsack (1929)
- Parigi (Paris), regia di Clarence G. Badger (1929)
- La resa di papà (Father's Son), regia di William Beaudine (1931)

### Attrice
- The Blue Fox, regia di Duke Worne - serial (1921)